# Dégagnac
Dégagnac är en kommun i departementet Lot i regionen Occitanien i södra Frankrike. Kommunen ligger i kantonen Salviac som tillhör arrondissementet Gourdon. År 2022 hade Dégagnac 637 invånare.

## Befolkningsutveckling
Antalet invånare i kommunen Dégagnac
| Referens: INSEE |